# CCP Games
CCP Games (tidigare Crowd Control Productions) är en isländsk datorspelsutvecklare känd för rymd-MMORPG-spelet EVE Online. Företaget har 600 anställda och huvudkontor i Reykjavik.